# Idre Fjäll
Idre Fjäll er et alpint skisportsanlæg, indviet i 1968. Det ligger cirka 10 kilometer øst for byområdet Idre i Älvdalens kommun, nær Städjan og Nipfjället. Liftanlæggene ligger på bjerget Gränjåsvålen, hvis top ligger cirka 890 meter over havet. Vinteren er den største sæson i Idre Fjäll, som også har sommeraktiviteter.
I Idre ligger yderligere to alpinanlæg, Idre Himmelfjäll og Fjätervålen. De tre anlæg har tilsammen 77 pister og 36 lifter. Der findes et fælles liftkort.
En af pisterne i Idre Fjäll er Chocken, som åbnede i 1998 og med en hældning på op til 48 grader (højest på bakken) regnes som Nordens stejleste, præparede pist. På den sorte pist er der sket flere ulykker, heraf en den 11. marts 2000 med dødelig udgang. Siden da er denne del blevet sprængt væk for at øge bakkens sikkerhed.